# Lion de Babylone
Ne doit pas être confondu avec Le Lion de Babylone.
Le Lion de Babylone est une sculpture en pierre qui a été trouvée dans la ville antique de Babylone, en Irak.

## Historique
Il a été découvert en 1876 lors d'une mission d'archéologie allemande. 
Dans un premier temps, la mission pense que la statue a été sculptée sous le règne du roi babylonien Nabuchodonosor II, mais le style et les matériaux de la statue ont conduit à attribuer son origine aux royaumes de Syrie du Nord, dans la sphère néo-hittite et araméenne. La statue pourrait faire partie d'un butin capturé par les Babyloniens lors des campagnes de Nabuchodonosor II.
Dans le cadre d'un programme de prévention des dommages de la part des visiteurs, il a été annoncé en juillet 2016 qu'une barrière de 50 centimètres de haut sera érigée autour de la statue.

## Description
La statue est faite de basalte noir ; elle représente un lion asiatique se tenant au-dessus d'un homme. La statue fait deux mètres de long et la plate-forme sur laquelle elle se trouve fait un mètre. 

## Symbolisme
Le Lion de Babylone est un thème historique dans la région. 
La statue est considérée comme l'un des symboles les plus importants de Babylone et de la Mésopotamie. La statue est considérée comme un symbole national de l'Irak, elle a été utilisée par plusieurs organisations irakiennes dont la Fédération irakienne de football.